# Aeranthes antennophora
Aeranthes antennophora es una orquídea epífita originaria de Madagascar.

## Distribución y hábitat
Se encuentra  en alturas de alrededor de 1000 metros en las tierras altas centrales de Madagascar en los bosques con musgo.

## Descripción
Es una planta pequeña de tamaño que prefiere clima cálido a fresco, es epífita   con un corto tallo erecto y con 6 a 7 hojas, liguladas, con ápice bi-lobulado de manera muy desigual que florece en una simple o poco ramificada inflorescencia, delgada, colgante de 30 cm de largo, con  varias grandes flores de 15 cm de ancho. La floración se produce en el verano

## Taxonomía
Aeranthes antennophora fue descrita por Eugène Henri Perrier de la Bâthie y publicado en Notulae Systematicae. Herbier du Museum de Paris 7: 45–46. 1938.
Etimología
Aeranthes (abreviado Aerth.): nombre genérico que deriva del griego: "aer" = "aire" y "anthos" = "flor" que significa 'Flor en el aire', porque parece que flotara en el aire.
antennophora: epíteto latino que significa "con antenas".
Sinonimia
- Aeranthes biauriculata H.Perrier	[4][5]